# Exfiltración

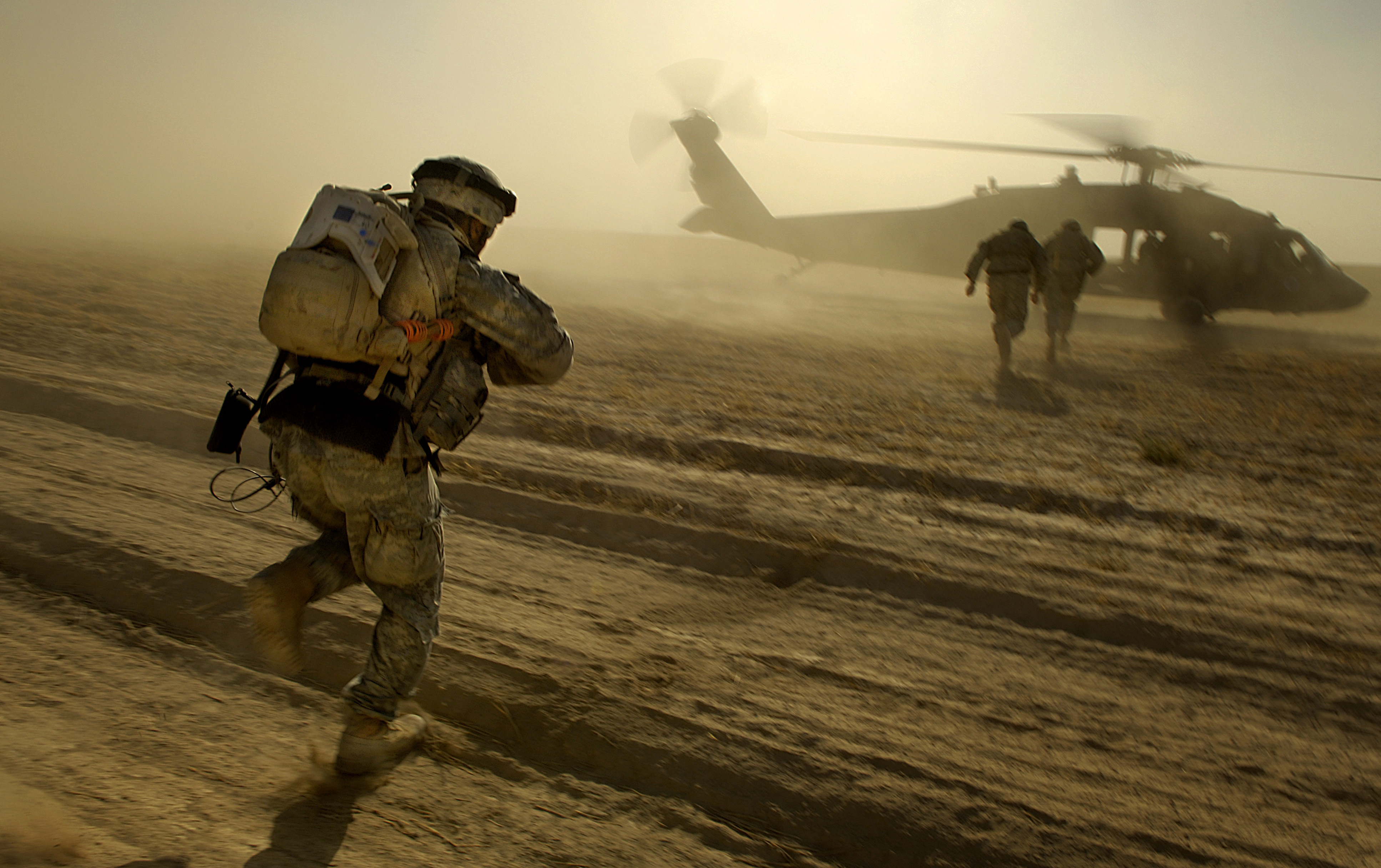
Soldados del Ejército de los Estados Unidos corren hacia un helicóptero UH-60 Black Hawk mientras son extraídos después de completar una misión de control de tráfico aéreo cerca de Tall Afar, Irak, el 5 de junio de 2006. Los soldados son de la Compañía Bravo, 4º Batallón, 23º Regimiento de Infantería, 172ª Brigada de Combate Stryker, y la tripulación del Black Hawk es de la Compañía Bravo, 1er Batallón, 207º Aviación, Guardia Nacional de Alaska.I

El término exfiltración es una palabra utilizada en la jerga militar. Se refiere a la salida de una determinada área o zona la cual usualmente es territorio enemigo. La exfiltración es lo opuesto a la infiltración.